# 132. Säkerhetskompani Sjö
132. Säkerhetskompani sjö  är ett säkerhetsförband inom svenska marinen som verkat i olika former sedan 1992. Kompaniet är en del av 13. säkerhetsbataljonen och förlagd i Göteborgs garnison.

## Historia
Under 1980-talets ubåtskränkningar uppstod behovet av att skydda flottans stridskrafter när de låg i baser och vid krigsförtöjningsplatser i skärgården. Inledningsvis bestod basbevakningsförbanden av C-besättningar från fartygen som övergångsutbildades, men man insåg snart att dessa inte höll måttet. Hotbilden bestod till stor del av sabotage utförda av fientliga specialförband, men även hot från kriminella grupper.
På Berga örlogsskolor växte tanken fram på ett förband specialiserat inom antisabotage i marin miljö (stridsspaning). Inom flottan gjordes försök med basspanings- och basbevakningsplutoner under åren 1988–1991. Dessa förband utrustades med hund och under 1992 började konceptet för Bassäkerhetsförband att ta form. Åren 1988–1994 gjordes det försök med hundar på kustjägarkompaniet, det för utveckla stridsspaningsförmågan inom kustartilleriet.
I slutet av 1990-talet föddes idén med ett försvarsmaktsgemensamt säkerhetsförband. Syftet var att samla alla antisabotageförband från varje vapenslag och organisera gemensamma bataljoner. Redan under de sista åren på 1990-talet samövade förbandet med militärpolisjägarna. Organiseringen till säkerhetsbataljon gjorde att Bassäkerhetsförbanden bytte namn till Säkerhetskompani sjö under 2003. Förbandet var ursprungligen baserat på Berga och Karlskrona örlogsskolor och har därefter varit placerat på Kungsholms fort i Karlskrona garnison, varifrån man sedan årsskiftet 2006–2007 har flyttat det till Göteborgs garnison. Säkerhetskompani sjö är för närvarande stationerat i Göteborg och tillhör Älvsborgs amfibieregemente (Amf 4) samt 13. säkerhetsbataljon.

## Verksamhet
Säkerhetskompani sjö är indelat i en kompaniledning med stab, en stab- och trosspluton, två säkerhetsplutoner och en spaningspluton.
Säkerhetskompani sjö utbildas vid Älvsborgs Amfibieregemente och är förlagt till Göteborg.   
Man verkar med små patruller över stora ytor för att tidigt upptäcka och kunna motverka säkerhetshotande verksamhet (sabotage, underrättelseverksamhet, kriminalitet, subversion och terrorism) innan motståndaren har lyckats utföra sitt uppdrag. Förmågan att verka då det råder låg beredskap är ett framträdande drag för förbandet.   
Oftast arbetar man tillsammans med andra delar av 13. säkerhetsbataljonen i tillfälligt sammansatta stridsgrupper och ofta bidrar även andra förband med enheter i gemensamma operationer.  
Kompaniet kan transportera sig både på land och på vatten och har hela landet som sitt arbetsområde. En del av uppgifterna är mycket krävande, såväl fysiskt som psykiskt, eftersom patrullerna oftast uppträder självständigt under längre perioder, vilket ställer stora krav på både individ och grupp.   

### Utbildning
Vid anställning påbörjas en grundkurs om ca två terminer och efter den placeras man på en operativ grupp, redo att ingå i beredskap och genomföra insatser.
Grundkursen avslutas med en slutövning där personalen övas i sin befattning. Efter godkänd grundkurs erhålls utbildningstecknet under förutsättning att man har ett godkänt hattprov samt anses lämplig i övrigt.
Efter grundkursen genomförs även befattningsutbildningar varav en del är längre, tex båtförare, hundförare, sjukvårdare avancerad, prickskytt eller militärpolis.

## Särskilt kännetecken och devis
Förbandets särskilda kännetecken kallas bassäkhatten, en huvudbonad i m/90-tyg som är reserverad för Säkerhetskompani sjö och 104.bassäkerhetsmpaniet. Förbandets devis är "Ödmjukhet inför uppgiften, oeftergivlighet i dess lösande."